# Bad Dog - Un cane che più cane non c'è
Bad Dog - Un cane che più cane non c'è (Bad Dog) è una serie televisiva a cartoni animati canadese del 1998 prodotta da Saban Entertainment e CinéGroupe.

## Trama
Il cartone animato ruota attorno alle avventure del cane della famiglia Potanski non particolarmente intelligente, Berkeley, il cui padrone è il piccolo Vic. La peculiarità di Berkeley è quella di cadere in trance ogni volta che qualcuno gli dice "sei un cane cattivo!", per poi ridestarsi quando viene chiamato "bravo cagnolino".

## Personaggi e doppiatori
- Berkley, il cane. Voce italiana di Pietro Ubaldi
- Vic Potansky. Voce italiana di Pietro Ubaldi.
- Penelope Potansky. Voce italiana di Emanuela Pacotto.
- Nonno. Voce italiana di Alfredo Danti.
- Little Vic. Voce italiana di Federica Valenti.
- Ted. Voce italiana di Patrizia Mottola.
- Madeleine. Voce italiana di Cinzia Massironi.

## Episodi
1. In famiglia
2. La fuga
3. A teatro
4. Chi non sfida, non vince
5. Un giorno al cinema
6. Astronauta a quattro mani
7. Nuovo ingresso in famiglia
8. La torta
9. Caccia allo scassinatore
10. Prova di coraggio
11. Un topo in casa
12. Il selvaggio west
13. Le star della TV
14. Il corteo
15. L'invenzione
16. Compleanno a ostacoli
17. La rivolta dei gatti
18. La visita medica
19. La grande fossa
20. Il circo
21. Supercane
22. Etccì!
23. Il rifugio
24. Il nonno
25. Bugie
26. Un cane unico
27. I pompieri
28. Lo zoo
29. La cavalcata
30. Il matrimonio
31. I vicini
32. Mangia e sei fritto!
33. Dino Park
34. Arrivederci, Ted
35. La pappa
36. Eroi
37. Che sbadato!
38. Chi trova un amico
39. Rumori eccessivi
40. Un grande artista
41. Ridere fa bene
42. Assistenti di volo
43. Fai il bagno
44. Nonno è sonnambulo
45. In nome della legge
46. L'arca di Noè
47. In pace col passato
48. Paese che vai, usanza che trovi
49. Contadini
50. Un cane che si vede poco
51. Il quiz televisivo
52. Il cane dell'anno
53. Un dottore imbranato
54. Vietato ai cani!
55. Caccia al tesoro
56. Trevor fa la maratona
57. Alito cattivo
58. Corsa agli acquisti!
59. Appuntamento a sorpresa
60. La giostra dei cavalieri
61. Spedizione nella giungla
62. Un cane da galera
63. Papà non dorme
64. Magia nera
65. Eroe a quattro zampe
66. Il canile
67. Uno strano venditore
68. Il presidente
69. Un giorno da cani
70. Abbaiando sotto le stelle
71. Viaggio in aereo
72. Moglie cercasi
73. Il rapimento
74. Acqua nelle orecchie
75. Magnetismo animale
76. Arriva Babbo Natale
77. Un cane alla moda
78. Il cane detective
79. L'invasione dei gatti